# Ханинсон, Яков Герцелевич
Яков Герцелевич Ханинсон (20 февраля 1920 — 10 августа 1970) — советский библиограф
, библиотечный деятель, исследователь истории сибирской книги и краевед.

## Биография
Родился 20 февраля 1920 года в Татарске. В 1942 году поступил на исторический факультет Новосибирского педагогического института, который он окончил в 1947 году. Всю жизнь проработал в Новосибирске. В 1954—1963 годах работал в ОУНБ, в 1963 году был принят в Новосибирское отделение ГПНТБ, где трудился вплоть до своей смерти.
Скоропостижно скончался 10 августа 1970 года в Новосибирске. Похоронен на Заельцовском кладбище (квартал 34н).

## Научные работы
Основные научные работы посвящены библиографии Сибири и истории книги. Автор свыше 40 научных работ.
Являлся одним из инициаторов и организаторов исследования библиографии, библиотечного дела и состояния истории книги в Сибири.